# Carlos Eduardo Castro
Carlos Eduardo Castro (Alajuela, 10 september 1978) is een voetballer uit Costa Rica.
Castro speelt als verdedigende middenvelder of als linkervleugelverdediger. In 2002 verruilde hij Alajuelense voor Diaraf Dakar (Senegal). Na een jaar vertrok Castro naar de Russische middenmoter Roebin Kazan. Daar presteerde hij goed en verschillende Russische clubs, waaronder topclub Spartak Moskou, hadden belangstelling. Castro keerde begin 2005 echter terug naar Alajuelense.
Castro was basisspeler bij Costa Rica op het Wereldkampioenschap voetbal 2002.